# Шингарев, Александр Фёдорович
Александр Фёдорович Шингарев  (18 марта 1901, Таганрог, Область Войска Донского — 1991, Ленинград) — инженер-электрик, директор Ленинградского электротехнического института им. В. И. Ульянова (Ленина) с 1934 по 1937 год. В 1937—1946 годах был репрессирован. Реабилитирован в 1955 году.

## Биография
Родился 18 марта 1901 года в Таганроге. В 1923 году Шингарев вступил в ВКП(б). Получил высшее образование, окончив Ленинградский политехнический институт в 1931 году, став инженером-электриком. 

### Научная деятельность
С 1930 по 1934 год он занимал пост директора Ленинградского электромеханического института (ЛЭМИ), который выделился из Ленинградского политехнического института в период перестройки высшей школы. Как  директор ЛЭМИ неоднократно встречался с Кировым и в качестве члена Совета НКТП с Орджоникидзе и Кржижановским. С 1934 по 1937 год Шингарев был директором Ленинградского электротехнического института (ЛЭТИ). На этом посту он активно работал над восстановлением «комплексности» института и реорганизацией структуры факультетов.

### Репрессии

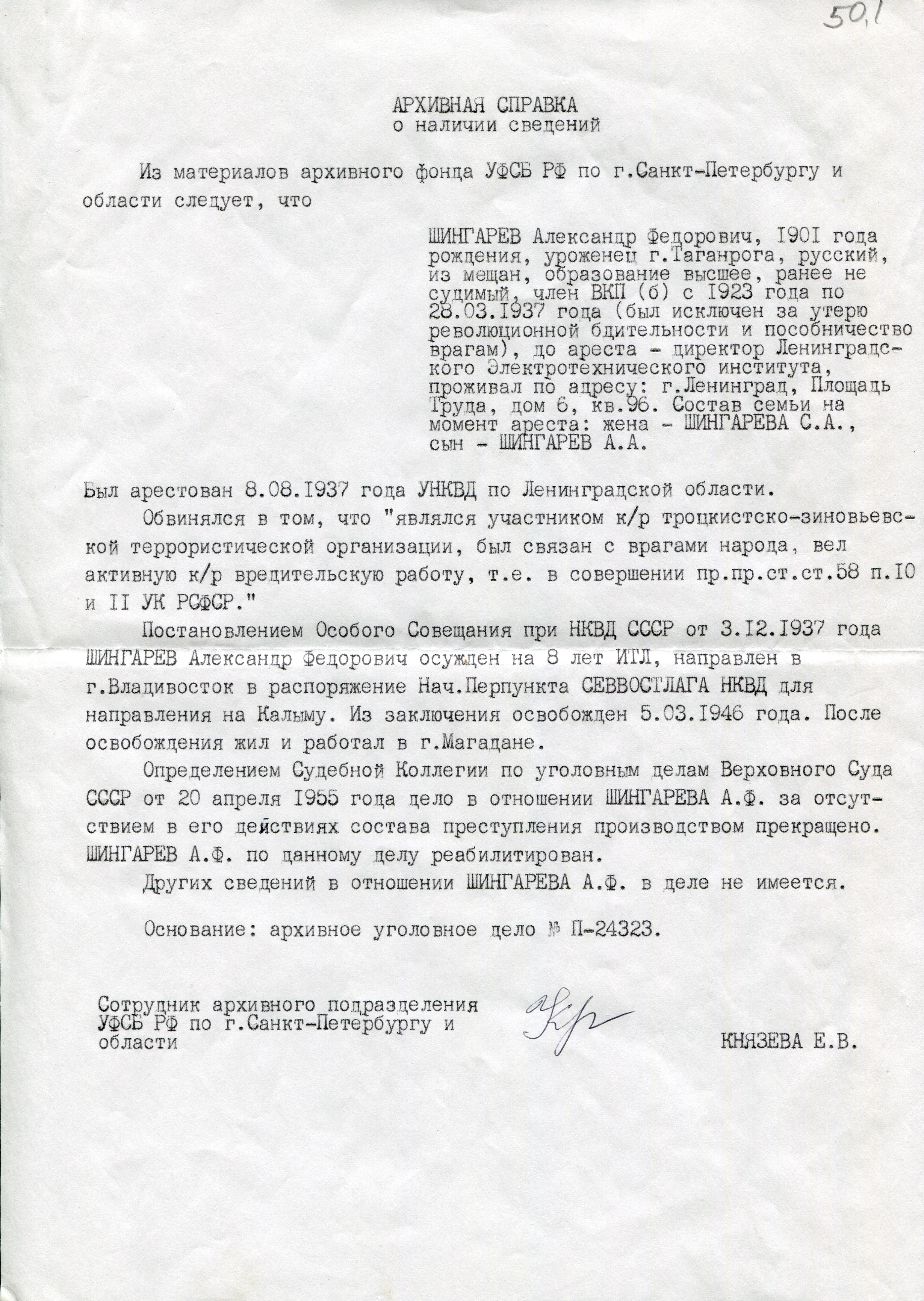
Архивная справка УФСБ РФ по СПб и ЛО от 20.07.1998 на Шингарева А.Ф.

В период Большого террора исключён из партии 28 марта 1937 года за «утерю революционной бдительности и пособничество врагам». 8 августа 1937 года Шингарев был арестован и впоследствии осуждён постановлением Особого совещания НКВД СССР от 3 декабря 1937 года по статьям 58-10 и 58-11 к восьми годам исправительно-трудовых лагерей. Отбывал срок в Колымских лагерях, включая прииск Леньковый и Стекольный завод. Освобождён 5 марта 1946 года, но не получил документов об освобождении.

### После освобождения
После освобождения Шингарев переехал в Магадан, где организовывал строительство Магаданского стекольного завода и работал в управлении Нагаевского морского порта. В 1955 году он был реабилитирован Судебной Коллегией по уголовным делам Верховного суда СССР. В 1957 году вернулся в Ленинград, где работал в системе Ленжилуправления и затем стал преподавателем в техникуме жилищно-коммунального хозяйства.
С 1990 года Шингарев был членом общества «Мемориал», участвуя в сохранении памяти о репрессированных. Cкончался в Ленинграде в 1991 году.